# Casa Senyorial de Kaucminde
La Casa Senyorial de Kaucminde (en letó: Kaucmindes muiža) és una casa senyorial a la històrica regió de Semigàlia, al Municipi de Rundāle de Letònia.

## Història
Aquesta casa va ser dissenyada per l'arquitecte danès Severin Jensen i es va acabar al voltant de 1780. Un altre projecte per unir la casa amb els edificis adjacents es va completar el 1912, per la qual cosa el complex semicircular també s'anomena «Palau Kaucminde».